# Leptomischus guangxiensis
Leptomischus guangxiensis är en måreväxtart som beskrevs av Hsien Shui Lo. Leptomischus guangxiensis ingår i släktet Leptomischus och familjen måreväxter. Inga underarter finns listade i Catalogue of Life.